# Чужий випадок
«Чужий випадок» (латис. «Svešs gadījums») — радянський художній фільм режисера Дзідри Рітенберги, знятий на Ризькій кіностудії у 1985 році.

## Сюжет
Школярка Стася під час зимових канікул приїжджає в Ригу, щоб знайти свого батька, який залишив їх з мамою два роки тому. За збігом обставин, напередодні Нового року вона потрапляє в будинок до адвоката Еріка. Молода людина вирішує допомогти дівчинці, він знаходить її батька і розуміє, що це зовсім не така чудова людина, як вважала Стася. Еріка мучить складне питання: чи вправі він зруйнувати дитячу мрію про мужнього і доброго тата.

## У ролях
- Наталія Теплякова — Стася
- Ремігіюс Сабуліс — Ерік
- Гедимінас Гірдвайніс — Броканс, батько Стасі
- Лігіта Скуїня — Неля
- Ріхард Рудакс — Карліс
- Гунта Віркава — Нора
- Артур Дімітерс — Семен Львович
- Регіна Разума — Женя
- Гунта Гріва — Вія
- Індра Бурковська — дружина Броканса
- Вілма Мелбарде — епізод
- Віра Селга — епізод
- Андрейс Жагарс — епізод
- Світлана Блесс — епізод

## Знімальна група
- Автори сценарію: Ірина Черевичник, Владлен Дозорцев, Валерій Стародубцев
- Режисер-постановник: Дзідра Рітенберга
- Оператор-постановник: Давіс Сіманіс
- Художник-постановник: Дайліс Рожлапа, Роланда Валескалне
- Звукооператор: Гліб Коротеєв
- Художник по костюмам: Наталія Шапоріна
- Художник-гример: Расма Пранде
- Музичне оформлення: Язеп Кулберг
- Директор: Лілія Лієпіня